# وصلة صلبة

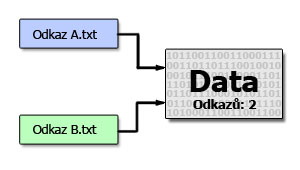

رابط صلب أو وصلة صلبة (بالإنجليزية: Hard link) وهي في الحوسبة تعني مدخل دليل (directory entry) مرتبط بملف معين على نظام الملفات (Filesystem) كل المجلدات أو الأدلة الموجودة على نظام ملفات يجب أن يكون لها على الأقل رابط واحد صلب لإعطاء الاسم الأصلي لكل ملف، مصطلح «ارتباط ثابت أو وصلة صلبة» عادة ما يستخدم فقط في أنظمة الملفات التي تسمح بأكثر من وصلة صلبة واحدة لنفس الملف .
إنشاء وصلة صلبة لها نفس التاثير إنشاء ملف بعدة أسماء (على سبيل المثال أسماء مختلفة في مجلدات مختلفة) وهذا كتأثير اسم مستعار (alias effect)
الوصلة الصلبة مدعومة بواسطة نظم التشغيل المتوافقة مع بوزيكس مثل لينكس وويندوز NT وما بعده وأندرويد وماك أو أس إكس.